# Discografia de Michel Teló
A discografia de Michel Teló, um cantor, compositor e acordeonista brasileiro, consiste de um álbum de estúdio, cinco álbuns ao vivo, treze singles (incluindo cinco como artista convidado) e nove videoclipes lançados desde o início da sua carreira.
Em 2008, lançou seu álbum de estreia, Balada Sertaneja, pela gravadora Som Livre. O disco não chegou às tabelas musicais nem apresenta estimativas de vendas. Contudo, seus dois primeiros singles, "Ei, Psiu! Beijo Me Liga", com participação de João Bosco & Vinícius, e "Amanhã Sei Lá", alcançaram boas posições na Brasil Hot 100 Airplay, chegando aos números 61 e 68 da lista, respectivamente. Em 2010, Teló distribuiu seu primeiro álbum ao vivo, Michel Teló - Ao Vivo, e internacionalmente no ano seguinte. O trabalho contou com três faixas promocionais: "Se Intrometeu", "Fugidinha" e "Larga De Bobeira", as quais ficaram entre as trinta primeiras colocações na Brasil Hot 100 Airplay, com a segunda ficando no número dois da compilação brasileira e se tornando o single de maior sucesso do projeto.
Em 18 de dezembro de 2011, o músico divulgou seu segundo material ao vivo, Na Balada, que teve comercialização internacional iniciada em 2012. O conjunto de faixas teve um bom desempenho comercial, sendo certificado como disco de platina em Portugal, na França, na Polônia e na Suiça. "Ai Se Eu Te Pego" foi lançado como primeiro single do álbum e alcançou o topo da Brasil Hot 100 Airplay. Ficou igualmente no topo de outros territórios do globo como Países Baixos, Espanha, Itália, Suiça, Alemanha, Áustria, França e Bélgica, sendo autenticado como platina na Bélgica, platina tripla na Itália, quartupla na Espanha e sextupla na Suiça. Na Alemanha, a canção vendeu novecentas  mil cópias, se tornando a quarta música mais vendidas de todos os tempos no país. Atigindo também as 27ª e 81ª posições no Canadá e nos Estados Unidos; neste ultimo, veio a ser a segunda canção de língua portuguesa a entrar na classificação Billboard Hot 100. "Humilde Residência" e "Eu Te Amo e Open Bar" também foram lançados como singles e entraram na Brasil Hot 100 Airplay.
Em agosto de 2012, dois singles foram lançados, nomeadamente "Bara Bará Bere Berê" em países europeus e "É Nóis Fazê Parapapá" com participação da banda Sorriso Maroto no país de sua pátria. O primeiro desempenhou-se nas tabelas musicais da Espanha, Áustria, Alemanha e Holanda, tendo sido certificado como ouro pela associação italiana Federazione Industria Musicale Italiana. O último obteve a colocação de número 3 na parada padrão do Brasil.
Em maio de 2013 é lançado seu novo álbum ao vivo composto por músicas inéditas.

## Álbuns

### Álbuns de estúdio
| Detalhes do álbum                                 | Vendas e Certificações |
| ------------------------------------------------- | ---------------------- |
| Balada Sertaneja - Formatos: CD, download digital | - BRA: Platina         |

### Álbuns de compilação
| Detalhes do álbum                              | Vendas e Certificações |
| ---------------------------------------------- | ---------------------- |
| Bem Sertanejo - Formatos: CD, download digital | - BRA: Ouro            |

### Álbuns ao vivo
| Michel Teló - Ao Vivo - Formatos: CD, download digital  | — | — | —  | —  | — | —  | —  | — | — | — | - BRA: Platina                                                             |
| Na Balada - Formatos: CD, download digital              | 2 | 6 | 11 | 10 | 3 | 53 | 13 | 2 | 6 | 2 | - : 1,5 milhão - : 104,200 - BRA: 3× Platina - FRA: Platina - SUI: Platina |
| Sunset - Formatos: CD, download digital                 | 7 | — | —  | —  | — | —  | —  | — | — | — | - BRA: Ouro                                                                |
| Baile do Teló - Formatos: CD, download digital          | 9 | — | —  | —  | — | —  | —  | — | — | — |                                                                            |
| Bem Sertanejo - O Show - Formatos: CD, download digital | 1 | — | —  | —  | — | —  | —  | — | — | — |                                                                            |
| "—" Não entrou na tabela musical deste país.            |   |   |    |    |   |    |    |   |   |   |                                                                            |

### Extended plays(EP)
| Detalhes do álbum                                         |
| --------------------------------------------------------- |
| Bem Sertanejo (1ª Temporada) - Formatos: download digital |
| Churrasco do Teló - Formatos: download digital            |

## Singles

### Como artista principal
| Título                                                          | Ano  | Melhor posição | Melhor posição | Melhor posição | Melhor posição | Melhor posição | Melhor posição | Melhor posição | Melhor posição | Melhor posição | Melhor posição | Melhor posição | Certificações                                         | Álbum                  |
| Título                                                          | Ano  | BRA            | ALE            | AUT            | CAN            | ESP            | EUA            | FRA            | HOL            | ITA            | POR            | SUI            | Certificações                                         | Álbum                  |
| --------------------------------------------------------------- | ---- | -------------- | -------------- | -------------- | -------------- | -------------- | -------------- | -------------- | -------------- | -------------- | -------------- | -------------- | ----------------------------------------------------- | ---------------------- |
| "Ei, Psiu! Beijo Me Liga"                                       | 2009 | 61             | —              | —              | —              | —              | —              | —              | —              | —              | —              | —              |                                                       | Balada Sertaneja       |
| "Amanhã Sei Lá"                                                 | 2010 | 51             | —              | —              | —              | —              | —              | —              | —              | —              | —              | —              |                                                       | Balada Sertaneja       |
| "Fugidinha"                                                     | 2010 | 2              | —              | —              | —              | —              | —              | —              | —              | —              | 10             | —              |                                                       | Michel Teló - Ao Vivo  |
| "Se Intrometeu"                                                 | 2010 | 17             | —              | —              | —              | —              | —              | —              | —              | —              | —              | —              |                                                       | Na Balada              |
| "Larga de Bobeira"                                              | 2011 | 24             | —              | —              | —              | —              | —              | —              | —              | —              | —              | —              |                                                       | Michel Teló - Ao Vivo  |
| "Ai Se Eu Te Pego"                                              | 2011 | 1              | 1              | 1              | 27             | 1              | 81             | 1              | 1              | 1              | 1              | 1              | - ESP: 4× Platina - BEL: 2× Platina - ITA: 3× Platina | Na Balada              |
| "Humilde Residência"                                            | 2011 | 1              | —              | —              | —              | —              | —              | —              | —              | —              | —              | —              |                                                       | Na Balada              |
| "Eu Te Amo e Open Bar"                                          | 2011 | 96             | —              | —              | —              | —              | —              | —              | —              | —              | —              | —              |                                                       | Na Balada              |
| "Bara Bará Bere Berê"                                           | 2012 | —              | 42             | 45             | —              | 48             | —              | —              | 60             | —              | —              | —              | - ITA: Ouro                                           | Single sem álbum       |
| "É Nóis Faze Parapapá" (Part. Sorriso Maroto)                   | 2012 | 3              | —              | —              | —              | —              | —              | —              | —              | —              | —              | —              |                                                       | Sunset                 |
| "Love Song"                                                     | 2012 | 3              | —              | —              | —              | —              | —              | —              | —              | —              | —              | —              |                                                       | Sunset                 |
| "Amiga da Minha Irmã"                                           | 2013 | 3              | —              | —              | —              | —              | —              | —              | —              | —              | —              | —              |                                                       | Sunset                 |
| "Maria"                                                         | 2013 | 30             | —              | —              | —              | —              | —              | —              | —              | —              | —              | —              |                                                       | Sunset                 |
| "Se Tudo Fosse Fácil" (part. Paula Fernandes)                   | 2013 | 6              | —              | —              | —              | —              | —              | —              | —              | —              | —              | —              |                                                       | Sunset                 |
| "Levemente Alterado" (part. Bruninho & Davi)                    | 2013 | 6              | —              | —              | —              | —              | —              | —              | —              | —              | —              | —              |                                                       | Sunset                 |
| "Te Dar Um Beijo" (part. Prince Royce)                          | 2014 | 5              | —              | —              | —              | —              | —              | —              | —              | —              | —              | —              |                                                       | —                      |
| "Implorando Pra Trair" (part. Gusttavo Lima)                    | 2014 | 3              | —              | —              | —              | —              | —              | —              | —              | —              | —              | —              |                                                       | Bem Sertanejo          |
| "Coração Cansou"                                                | 2015 | 4              | —              | —              | —              | —              | —              | —              | —              | —              | —              | —              |                                                       | Baile do Teló          |
| "Tá Quente"                                                     | 2015 | 6              | —              | —              | —              | —              | —              | —              | —              | —              | —              | —              |                                                       | Baile do Teló          |
| "Não Tem Pra Ninguém"                                           | 2016 | 2              | —              | —              | —              | —              | —              | —              | —              | —              | —              | —              |                                                       | Baile do Teló          |
| "Chocolate Quente"                                              | 2016 | 4              | —              | —              | —              | —              | —              | —              | —              | —              | —              | —              |                                                       | Baile do Teló          |
| "O Mar Parou"                                                   | 2016 | 4              | —              | —              | —              | —              | —              | —              | —              | —              | —              | —              |                                                       | Bem Sertanejo - O Show |
| "Modão Duido" (part. Maiara & Maraísa)                          | 2017 | 5              | —              | —              | —              | —              | —              | —              | —              | —              | —              | —              |                                                       | Bem Sertanejo - O Show |
| "Coisa de Deus" (part. Jorge & Mateus)                          | 2017 | 5              | —              | —              | —              | —              | —              | —              | —              | —              | —              | —              | - : Ouro                                              | Bem Sertanejo - O Show |
| "Por Trás da Maquiagem" (part. Marília Mendonça)                | 2018 | 6              | —              | —              | —              | —              | —              | —              | —              | —              | —              | —              |                                                       | Bem Sertanejo - O Show |
| "Casal Modão"                                                   | 2019 | 7              | —              | —              | —              | —              | —              | —              | —              | —              | —              | —              | - : Platina                                           | Churrasco do Teló      |
| "Quem Falou Mentiu"                                             | 2020 | 6              | —              | —              | —              | —              | —              | —              | —              | —              | —              | —              |                                                       | Churrasco do Teló      |
| "O Tempo Não Espera Ninguém"                                    | 2020 | 6              | —              | —              | —              | —              | —              | —              | —              | —              | —              | —              |                                                       | Pra Ouvir no Fone      |
| "Meu Vício" (part. Mari Fernandez)                              | 2023 | 12             | —              | —              | —              | —              | —              | —              | —              | —              | —              | —              |                                                       | Rolê Aleatório         |
| "Meu Hobby" (part. Thiaguinho)                                  | 2023 | 45             | —              | —              | —              | —              | —              | —              | —              | —              | —              | —              |                                                       | Rolê Aleatório         |
| "—" Não entrou na tabela musical ou não foi lançado neste país. |      |                |                |                |                |                |                |                |                |                |                |                |                                                       |                        |

### Como artista convidado
| Título                                          | Ano  | Melhores posição | Melhores posição | Melhores posição | Melhores posição | Melhores posição | Álbum                                       |
| Título                                          | Ano  | BRA              | COL              | MEX              | EUA Latin        | VEN              | Álbum                                       |
| ----------------------------------------------- | ---- | ---------------- | ---------------- | ---------------- | ---------------- | ---------------- | ------------------------------------------- |
| "Alô" (com: Léo & Junior)                       | 2010 | 52               | —                | —                | —                | —                | Fora do Normal - Ao Vivo                    |
| "Vamo Mexê" (com: Bruninho & Davi)              | 2011 | 61               | —                | —                | —                | —                | Proibido para Menores                       |
| "Desce do Salto" (com: Marcos & Belutti)        | 2011 | 15               | —                | —                | —                | —                | Sem Me Controlar - Ao Vivo                  |
| "Se Quer a Verdade" (com: Dáblio Moreira)       | 2012 | —                | —                | —                | —                | —                | Se Quer a Verdade                           |
| "Vai Rolar" (com: Victor & Matheus)             | 2012 | 21               | —                | —                | —                | —                | —                                           |
| "Ciuminho" (com: Kleo Dibah & Rafael)           | 2012 | —                | —                | —                | —                | —                | —                                           |
| "Como Le Gusta a Tu Cuerpo" (com: Carlos Vives) | 2013 | —                | 1                | 7                | 3                | 1                | Corazón Profundo                            |
| "Perdido e Apaixonado" (com: Leo Pain)          | 2019 | 27               | —                | —                | —                | —                | —                                           |
| "Se Você Quiser Voltar" (com: Daniel)           | 2023 | —                | —                | —                | —                | —                | Daniel 40 Anos: Celebra João Paulo & Daniel |
| "Cuida de Mim" (com: Daniel)                    | 2023 | —                | —                | —                | —                | —                | Daniel 40 Anos: Celebra João Paulo & Daniel |
| "—" Não entrou na tabela musical deste país.    |      |                  |                  |                  |                  |                  |                                             |

### Singles promocionais
| Single                         | Ano  | Álbum             |
| ------------------------------ | ---- | ----------------- |
| "Talento" (com Claudia Leitte) | 2014 | —                 |
| "Fogo e Paixão"                | 2015 | Totalmente Demais |

## Aparições
| Canção              | Ano  | Álbum                                       | Artista              |
| ------------------- | ---- | ------------------------------------------- | -------------------- |
| "Nuvem de Lágrimas" | 2012 | 40 Anos Chitãozinho & Xororó - Nova Geração | Chitãozinho & Xororó |
| "Deus Me Livre"     | 2012 | Raça Negra e Amigos                         | Raça Negra           |
| "Flash"             | 2013 | Mundo Paralelo - Ao Vivo                    | Matheus & Kauan      |

## Trilhas sonoras
| Titulo                                        | Ano  | Álbum             |
| --------------------------------------------- | ---- | ----------------- |
| "Fugidinha"                                   | 2010 | Malhação          |
| "Humilde Residência"                          | 2012 | Avenida Brasil    |
| "É Nóis Fazê Parapapá" (Part. Sorriso Maroto) | 2012 | Salve Jorge       |
| "Love Song"                                   | 2013 | Sangue Bom        |
| "Fogo e Paixão"                               | 2015 | Totalmente Demais |

## Videografia

### Álbuns de vídeo
| Título                                                                                          | Ano  | Melhores posições atingidas | Melhores posições atingidas | Certificações  |
| Título                                                                                          | Ano  | BRA                         | POR                         | Certificações  |
| ----------------------------------------------------------------------------------------------- | ---- | --------------------------- | --------------------------- | -------------- |
| Michel Teló - Ao Vivo - Lançamento: 14 de agosto de 2010 - Gravadora: Som Livre - Formatos: DVD | 2010 | —                           | —                           | - BRA: Ouro    |
| Na Balada - Lançamento: 18 de dezembro de 2011 - Gravadora: Som Livre - Formatos: DVD           | 2011 | —                           | 3                           | - BRA: Platina |
| Sunset - Lançamento: 31 de maio de 2013 - Gravadora: Som Livre - Formatos: DVD                  | 2013 | —                           | —                           | - BRA: Ouro    |
| Bem Sertanejo - Lançamento: 8 de dezembro de 2014 - Gravadora: Som Livre - Formatos: DVD        | 2014 | 9                           | —                           | - BRA: Ouro    |
| Baile do Teló - Lançamento: 18 de dezembro de 2015 - Gravadora: Brothers - Formatos: DVD        | 2015 | —                           | —                           |                |
| "—" Não entrou na tabela musical deste país.                                                    |      |                             |                             |                |

### Vídeos musicais
| Título                                        | Ano  | Director(es)                   | Nota(as)                                        |
| --------------------------------------------- | ---- | ------------------------------ | ----------------------------------------------- |
| "Ei, Psiu! Beijo Me Liga"                     | 2009 | Junior Jacques                 |                                                 |
| "Fugidinha"                                   | 2009 | Junior Jacques                 |                                                 |
| "Ai Se Eu Te Pego"                            | 2011 | Fernando Hiro e Junior Jacques |                                                 |
| "Vamo Mexê"                                   | 2011 | Fernando Hiro e Junior Jacques | Melhores do Movimento Country para Melhor Vídeo |
| "Eu Te Amo e Open Bar"                        | 2011 | Fernando Hiro e Junior Jacques |                                                 |
| "Humilde Residência"                          | 2011 | Fernando Hiro e Junior Jacques |                                                 |
| "Oh, If I Catch You"                          | 2011 | Fernando Hiro e Junior Jacques |                                                 |
| "É Nóis Fazê Parapapá" (Part. Sorriso Maroto) | 2012 |                                |                                                 |
| "Pra Ser Perfeito"                            | 2012 |                                |                                                 |
| "Love Song"                                   | 2013 |                                |                                                 |
| "Amiga da Minha Irmã"                         | 2013 |                                |                                                 |
| "Levemente Alterado" (part. Bruninho & Davi)  | 2013 |                                |                                                 |
| "Maria"                                       | 2013 |                                |                                                 |